# Schoppentroef
Schoppentroef was een Nederlandse comedyserie in acht afleveringen die tussen 9 april en 28 mei 1984 door de NCRV werd uitgezonden. De serie was geschreven door Alexander Pola en Chiem van Houweninge. In 2011 is de serie herhaald op Best 24.

## Inhoud
Centraal in de serie staat de voetbalvereniging H.D.L. ("Hoop Doet Leven"). Het bestuur van de vereniging wordt gevormd door medewerkers van de eierfabriek van Van Walraven. Oud-profvoetballer Guus Kuik wordt door de manager van HDL, Anton Buyl - die door de Van Walravens onder druk is gezet -, als nieuwe trainer aangetrokken om de prestaties van de club wat op te vijzelen. Vervolgens moet de club een bazaar organiseren om afzonderlijk geld in te zamelen voor nieuwe douchevoorzieningen. Buyl is namelijk vergeten een winnend loterijbiljet af te geven, waardoor er hiervoor geen geld is. De vrouw van Van Walraven koopt tijdens de bazaar per ongeluk iets van haarzelf, waarna ze het bedrag van de vrouw van Kuik terugkrijgt. Verder ontstaan er problemen tussen Buyl en de Van Walravens wanneer blijkt dat deze aan hun zoon Rob een betere positie binnen het team hebben gegeven dan aan Wim, de zoon van Buyl.

## Rolverdeling

### Hoofdrollen
- Ineke Brinkman - Netje Sprits
- Kitty Courbois - Nel
- Gerard Cox - Anton Buyl
- Ingeborg Elzevier - Ans Pieps
- Gusta Gerritsen
- Piet Hendriks - Manus
- Carol van Herwijnen
- Geert de Jong - Marie-Louise Kuik
- Wim Kouwenhoven - Frits Sprits
- Pieter Lutz - Meneer van Walraven
- Wim de Meyer - aannemer
- Ina van der Molen - vriendin van Claire van Walraven
- Onno Molenkamp - Jan Pieps
- Niek Pancras - Jaap Grasduin
- Bas van der Ree - dorpsjongen
- Simone Rooskens - Claire van Walraven
- Frank Schaafsma - Wim Buyl
- Johan Sirag - burgemeester
- Diederik Stapel - Rob van Walraven
- Peter Tuinman - Guus Kuik
- Hetty Verhoogt - Jeanette Buyl

### Gastrollen
In de laatste aflevering zijn er gastrollen voor Theo van Duivenbode, Reinier Kreijermaat, Jan Mulder, Bennie Muller, Klaas Nuninga, Lau van Ravens, Theo Koomen  en Roel Wiersma.